# Hypaspidiotus phaneraspis
Hypaspidiotus phaneraspis är en insektsart som beskrevs av Sadao Takagi 1958. Hypaspidiotus phaneraspis ingår i släktet Hypaspidiotus och familjen pansarsköldlöss. Inga underarter finns listade i Catalogue of Life.